# I Love Being Trendy
I Love Being Trendy är punkgruppen Startled Calfs enda skiva. Den släpptes 1991, på skivan medverkar bandmedlemmarna Omar Rodriguez-Lopez, Ralph Jasso, Jimmy Hernandez och George Hosni.

## Låtar
- Buddhist Retreat - 1:08
- Horns of Plenty - 1:24
- I Love Being Trendy - 0:53
- No Trust - 2:34